# Berchtesgaden
Berchtesgaden (bajor nyelvjárásban: Berchtsgoan) német kisváros, a vele azonos nevű járás leghíresebb városa Délkelet-Bajorországban. A járás székhelye nevével ellentétben Bad Reichenhall.

## Földrajza
A Berchtesgadeni-Alpok lábainál, mintegy 550-600 méteres magasságban fekszik. 15 km-re délre húzódik az osztrák határ, Salzburg 30 km-re, München, a bajor főváros északnyugati irányban 180 km-re található. A város környéke nemzeti park (1978-ban alapították), valamint itt található Németország 3. legmagasabb pontja, a 2713 méter magas Watzmann. A településtől alig 5 km-re délnyugatra fekszik a Königssee, amely egy glaciális úton keletkezett, mély vizű tó. Partjainál keleti, déli és nyugati irányból egyaránt 2000 méter feletti csúcsok magasodnak, festői látványt nyújtva ezzel az ide érkező turistáknak. A várostól alig 3 km-re található Kehlstein 1835 méter magas hegye, amely a Harmadik Birodalom idején Adolf Hitler üdülőhelye volt Sasfészek néven. A kőből épült, gyönyörű alpesi panorámával rendelkező ház nyári szálláshelyként szolgált Hitler számára, amely egykor birodalmi pénzből épült a születésnapjára. Ma turista látványosság: ebédelni, vagy akár aludni is lehet ott, ahol egykor a Harmadik Birodalom első embere időzött.

### Településrészek
| Településrész       | Terület (ha) | részei              | Jegyzetek                                                   |
| ------------------- | ------------ | ------------------- | ----------------------------------------------------------- |
| Markt Berchtesgaden | 150,92       | Markt Berchtesgaden | az egykori fejedelmi rezidencia                             |
| Au                  | 1080,78      | Unterau             | független 1972-ig                                           |
| Au                  | 1080,78      | Oberau              | független 1972-ig                                           |
| Au                  | 1080,78      | Resten              | független 1972-ig                                           |
| Maria Gern          | 629,68       | Hintergern          | független 1972-ig, neve 1953-ig: Gern                       |
| Maria Gern          | 629,68       | Obergern            | független 1972-ig, neve 1953-ig: Gern                       |
| Maria Gern          | 629,68       | Vordergern          | független 1972-ig, neve 1953-ig: Gern                       |
| Salzberg            | 1683,77      | Anzenbach           | független 1972-ig                                           |
| Salzberg            | 1683,77      | Metzenleiten        | független 1972-ig                                           |
| Salzberg            | 1683,77      | Mitterbach          | független 1972-ig                                           |
| Salzberg            | 1683,77      | Obersalzberg        | független 1972-ig                                           |
| Salzberg            | 1683,77      | Untersalzberg I     | független 1972-ig                                           |
| Salzberg            | 1683,77      | Untersalzberg II    | független 1972-ig                                           |
| Salzberg            | 1683,77      | Am Etzerschlößl     |                                                             |
| Eck                 | 17,24        | —                   | Kehlsteinhaus és még öt exklávé (Purtschellerhaus az egyik) |

## Története

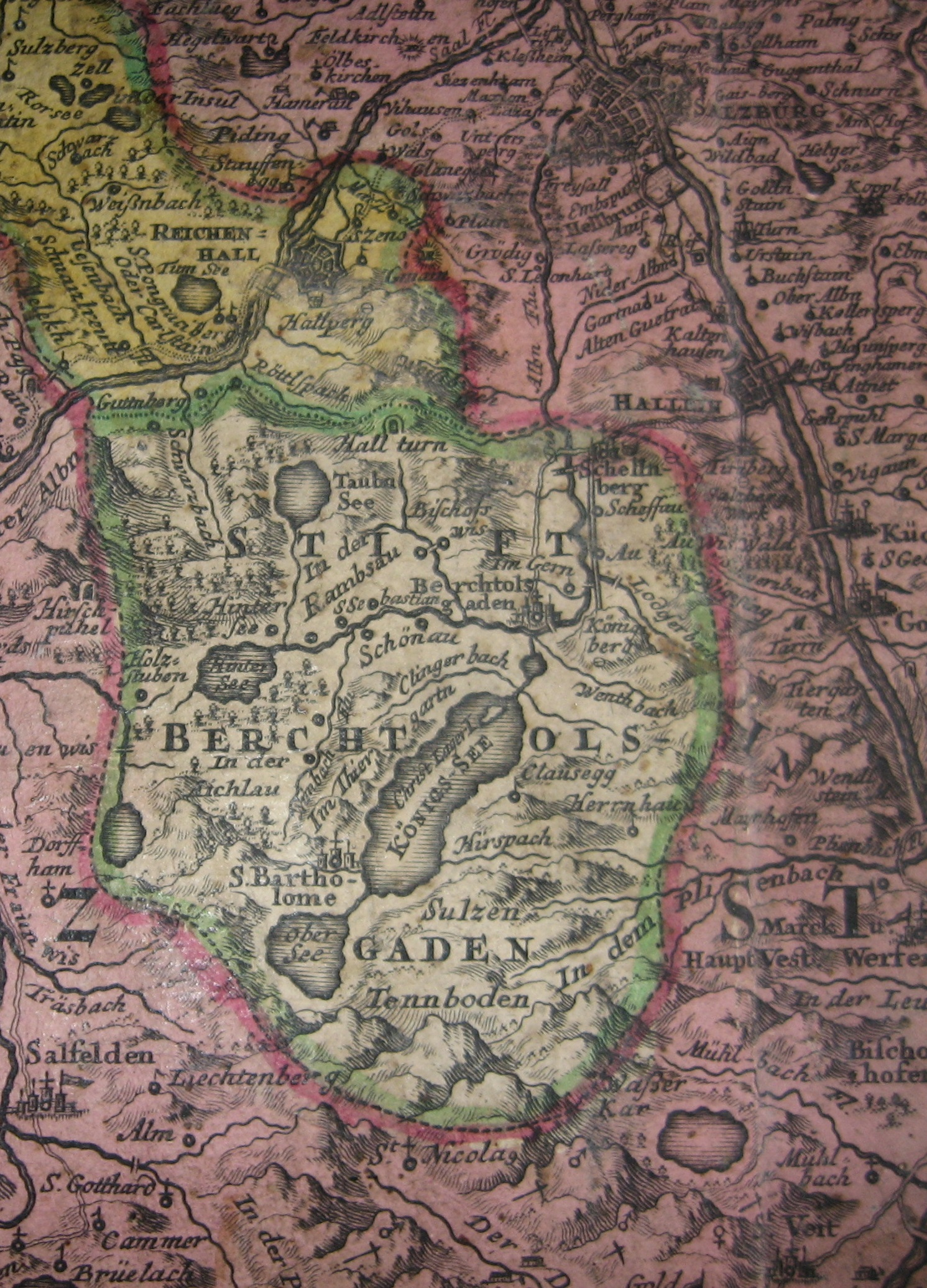
A berchtesgadeni terület 1715 körül

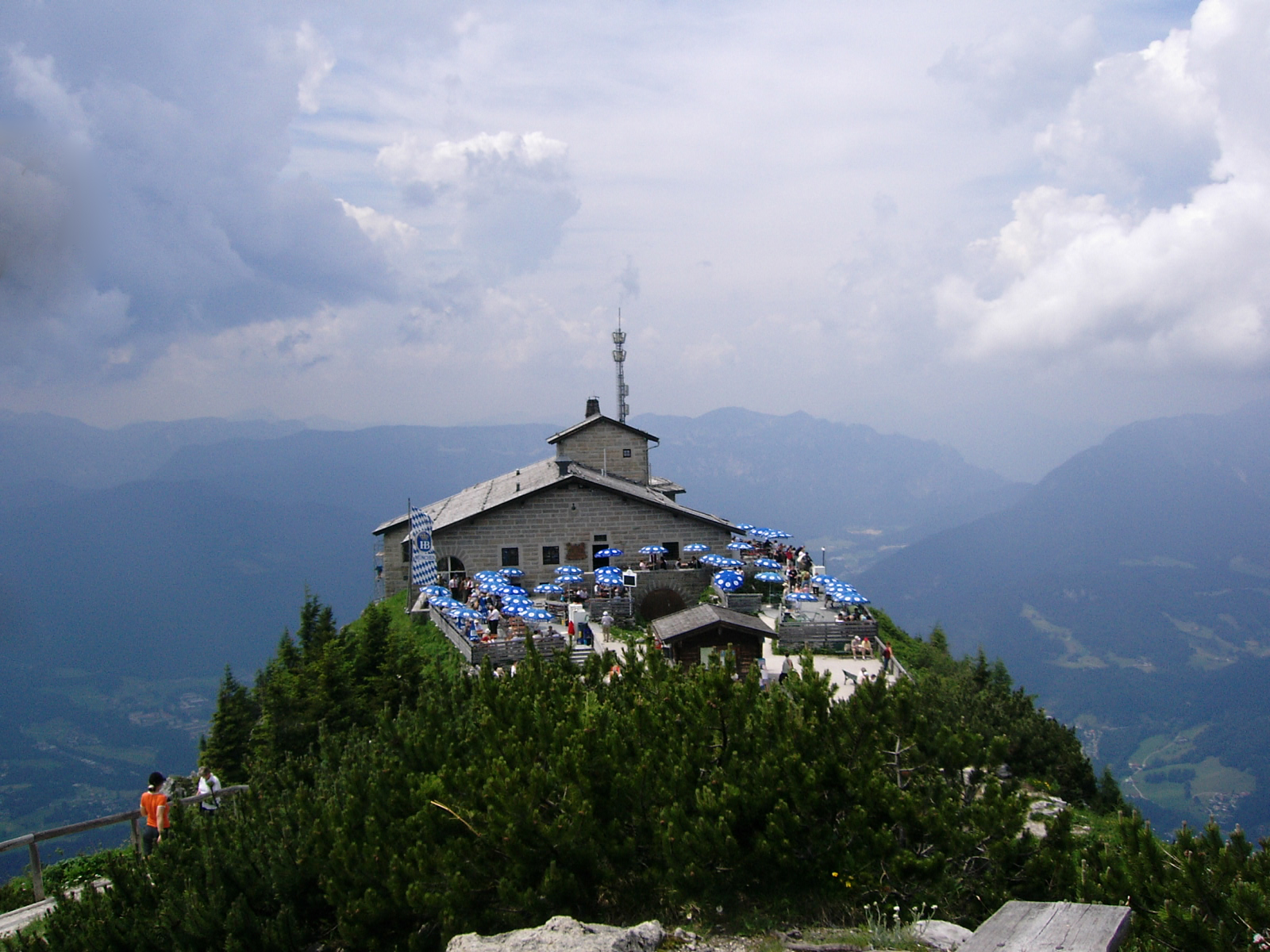
A Sasfészek

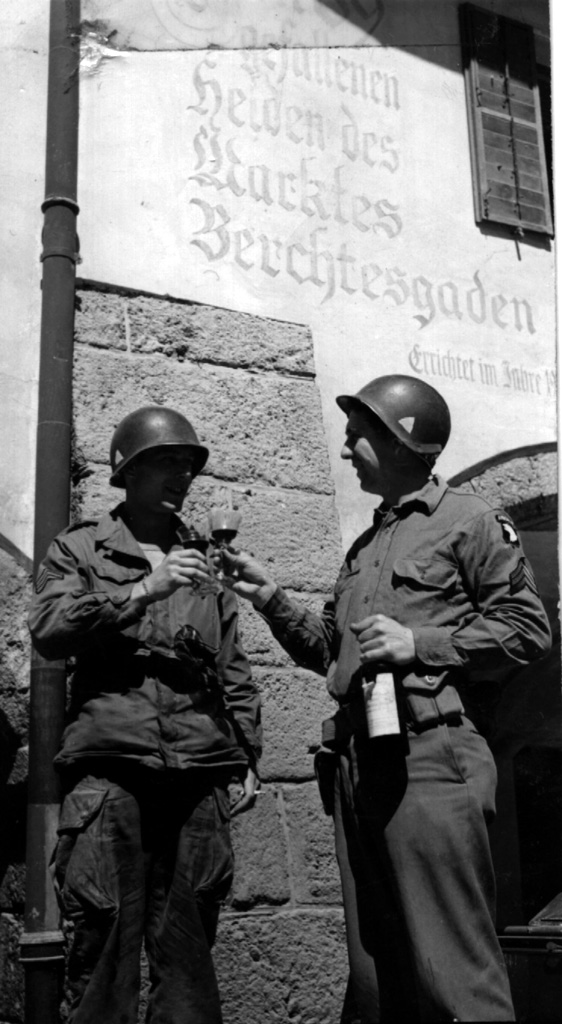
Amerikai katonák koccintanak Berchtesgaden elfoglalására

Berchtesgadent 1102-ben említik először. A középkorban fontosságát sóbányáinak köszönhette. Első alkalommal 1393 és 1404 között került Salzburg fennhatósága alá, ennek ellenére 1803-ig többé-kevésbé független hercegség maradt, majd a napóleoni háborúk eredményeként 1805-ben Pozsonyban megkötött francia-osztrák különbéke értelmében a terület Ausztriához került. Pár évvel később 1809-ben a Franciaországhoz tartozott, 1810-ben végül Bajorországhoz csatolták, máig ennek része. A bajor királyi család nagyon hamar felfigyelt e páratlan szépségű helyre. Rövid időn belül a bajor uralkodóház kedvelt üdülőhelyévé vált. A hitleri időkben épült ki vasúthálózata, valamint a Hitler 50. születésnapjára a Kehlstein hegy csúcsán megépítették a Sasfészket. A náci vezérek (de más nyugati politikusok is) gyakran látogatták a környéket, a világháború utolsó hónapjaiban az amerikai légierő lebombázta a nyaralóközpontot. A háború végén – 1945. május elején – amerikai csapatok (a 101. légideszant katonái) vonultak be a városba. A világégést követően Berchtesgaden – Bajorország részeként  – az NSZK-hoz került. Az Obersalzbergen, a Platterhof szállodában Walton Walker tábornok „Skytop” néven főtiszti pihenőközpontot rendezett be, melyet az amerikai hadsereg a német újraegyesítés után visszaadott a német államnak (2000-ben lebontották). Megindult a település gazdasági átalakulása is, egyre fontosabbá vált a turizmus, a szolgáltatószektor. Manapság ez a település egyik legfontosabb jövedelemforrása.

## Közlekedés
A berchtesgadeni vasútállomásig vonattal a villamosított Freilassing–Berchtesgaden-vasútvonalon közelíthető meg, amelyet a Berchtesgadener Land Bahn vasúttársaság üzemeltet. A Salzburg mellett található Freilassingból IC és regionális vonatok indulnak Bécsbe és Münchenbe, amely így jó összeköttetést nyújt az ország belsejével. 2006 óta összeköttetésben van Salzburg városával, de több régebbi helyi szárnyvonalat bezártak. Közúton – annak ellenére, hogy hegyek közt fekszik – a település nagyon könnyen elérhető északi, keleti és nyugati irányból egyaránt. Fő útvonala a 305-ös alpesi út, amely nyugati irányból, Ramsau felől érkezik, áthalad Berchtesgadenen, és Salzburg felé tart. Északról Bischofswiesenen át jön a 20-as főút, amely szintén fontos útvonala a városnak, és a délnyugatra fekvő Königseehez visz. A 319-es főúton kelet felé haladva hegyi utakon át eljuthatunk Halleinba, amely már Ausztriában található, 10 km-re Salzburgtól délre.

## Népesség
A település népessége az elmúlt években az alábbi módon változott:
| Lakosok száma | 1763 | 5736 | 8558 | 7538 | 7684 | 7781 | 7804 | 7791 | 7624 | 7698 |
|               | 1875 | 1950 | 1975 | 1987 | 2012 | 2014 | 2016 | 2017 | 2021 | 2023 |